# Don Carlos (operă)
 Don Carlos   (titlul original: în franceză Don Carlos, în italiană Don Carlo ) este o operă, prezentată în diverse versiuni, de Giuseppe Verdi, după un libret de Josephe Méry și Camille du Locle, bazat pe piesa omonimă de Friedrich von Schiller. Versiunea originală (în limba franceză) a avut 5 acte, spre deosebire de versiunea ulterioară, în limba italiană, restrânsă la 4 acte. Actualmente se prezintă predominant o altă versiune, tot în italiană, dar în 5 acte.
Din motive de dramaturgie, Verdi a renunțat să compună o uvertură acestei opere.
Premiera operei a avut loc la L'Opéra de Paris în ziua de 11 martie 1867. 
Durata operei: circa 4 ore. 
Locul și perioada de desfășurare a acțiunii: Franța (actul 1) și Spania (restul actelor), în jurul anului 1560.

## Personajele principale
- Regele Filip al II-lea al Spaniei, personaj istoric real (bas)
- Don Carlos, fiul său, infant al Spaniei (tenor)
- Rodrigues (Rodrigo), marchiz (mai târziu duce) de Posa, prietenul lui Don Carlos (bariton)
- Elisabeta de Valois, fiica regelui Franței, mai târziu regina Spaniei (soprană)
- Prințesa Eboli, damă la curtea Elisabetei (mezzo-soprană)
- Marele Inchizitor (bas)

- contele de Lerma (tenor)
- Tebaldo, pajul reginei (sopran)
- un călugăr (împăratulKarl al V-lea) (bas)
- un vestitor al împărăției (tenor)
- o voce din ceruri (sopran)
- curtea nobiliară, doamnele reginei, gărzi, soldați, călugări,
 inchizitori, deputați din Flandra, popor [1]

## Conținut
„Concepută inițial ca o dramă de familie, «Don Carlos» a devenit, pe măsură ce a fost scrisă, o dramă filozofică. Acțiunea dramei este plasată în Spania secolului al XVI-lea. Pentru a scăpa de iubirea sa nefericită pentru Elisabeta, cea de a doua soție a tatălui sau, regele Filip al II-lea, Don Carlos este îndemnat de marchizul de Posa sa plece în Țările de Jos pentru a reda libertatea popoarelor asuprite. Regele însă se opune. Prințesa Eboli, ducele de Alba și Domingo, duhovnicul regelui, urzesc intrigi împotriva lui Don Carlos și a reginei. Marchizul de Posa, devenit sfetnic al lui Filip al II-lea, încearcă în zadar să îl convingă pe rege să dea libertate. El își sacrifică propria viață pentru a-si salva prietenul Don Carlos, de bănuielile care planau asupra lui. Văzȃnd în fiul său un continuator al idealului de libertate care îl însuflețise pe marchizul de Posa, regele îl dă pe Don Carlos pe mȃna Inchizitiei, care îi va hotărî moartea. Marchizul de Posa se jertfește pentru un prieten și, totodată, pentru omenire. Dincolo de moartea lui, triumfă ideea libertății morale. Pivotul întregii actiuni a dramei este lupta dintre despotism si libertate”, se arată în prezentarea spectacolului.